# Casa y Jardines Bellingrath
La Casa y Jardines Bellingrath (en inglés, Bellingrath Gardens and Home), es un jardín botánico y casa histórica con 26 hectáreas (65 acres) de extensión de administración privada, que se encuentra en Theodore, un suburbio de Mobile, Alabama. 
La casa construida entre 1925 y 1949 en estilo «20th Century Revival», fue incluida en el National Register of Historic Places el 19 de octubre de 1982.
El código de identificación del Bellingrath Gardens and Home como miembro del "Botanic Gardens Conservation Internacional" (BGCI), así como las siglas de su herbario es BELLI.

## Historia
La propiedad en la cual los jardines serían construidos después, fue comprada en 1917 como finca para la pesca por Walter Bellingrath, presidente de la  planta de embotellamiento de  Coca-Cola de Mobile.
La señora Bellingrath comenzó a conformar los jardines con el asesoramiento del arquitecto George B. Rogers en 1927. El hogar fue terminado en 1935, abarca unos 850 m² (10500pies cuadrados) de ladrillos hechos a mano, recuperados en Mobile del lugar de nacimiento de Alva Smith Vanderbilt Belmont de 1852. 
Los trabajos de hierros forjados fueron obtenidos así mismo del hotel meridional (1837) demolido también en Mobile.
La casa toma  elementos prestados de muchas tradiciones y estilos - una escalera georgiana evocadora de una casa de campo inglesa, puertas francesas, un patio mediterráneo.

## Jardines

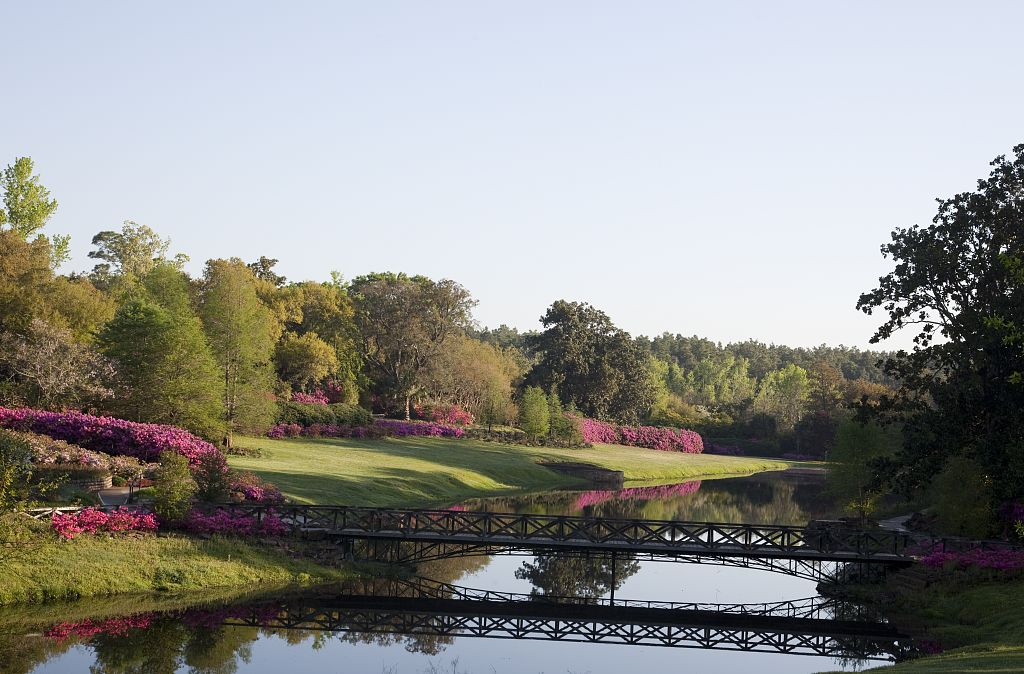
La Casa y Jardines Bellingrath, 2010

Los jardines incluyen un jardín nupcial, un invernadero, una gran pradera, una sendero de naturaleza, un jardín japonés, una rosaleda, una capilla, la piscina de la sirena, el lago espejo, una torre de observación, y un pabellón del río, punto desde donde se pueden efectuar cruceros por el río a bordo del Southern Belle.
Los senderos del jardín se componen de lajas que se obtuvieron  de las viejas aceras de la ciudad en Mobile, que habían estado en el lugar de llegada de los barcos, como lastre de los veleros que recogían cargas de algodón para los molinos en Mánchester, Inglaterra. 
En los jardines se encuentran robles, camelias, azaleas, rosas, y crisantemo a lo largo de todo el año. 
Las plantas que florecen en invierno son tulipanes, bocas de dragón, pensamientos, col ornamental y col rizada, narciso s, amapolas, primaveras, y muchas variedades de narcisos. 
Las plantas ofrecidas en primavera incluyen más de 250.000 azaleas, hydrangeas, Los lirios de pascua, impatiens, salvia, fucsia, y geranios. Las plantas de verano son más de 2000 rosas, allamandas, hibisco, plantas de cobre, begonias, las pimientas ornamentales, bougainvillea, caladium, cóleo, vinca, y maravilla. 
Las plantas en otoño son más de 8.000 exhibidas en parterres, en macetas o formando cascadas de crisantemos, hibiscos, y plantas de cobre.

## Localización
Bellingrath Gardens and Home, 12401 Bellingrath Gardens Road, Theodore, Alabama 36582 EE. UU.
- Teléfono: 251 973 2217

El jardín botánico se encuentra abierto todo el año con una tarifa de admisión. 
Bellingrath Gardens celebra la época de Navidad (desde el viernes después del día de acción de gracias hasta la Noche Vieja) con una exhibición de más de 3 millones de luces. 

## Galería

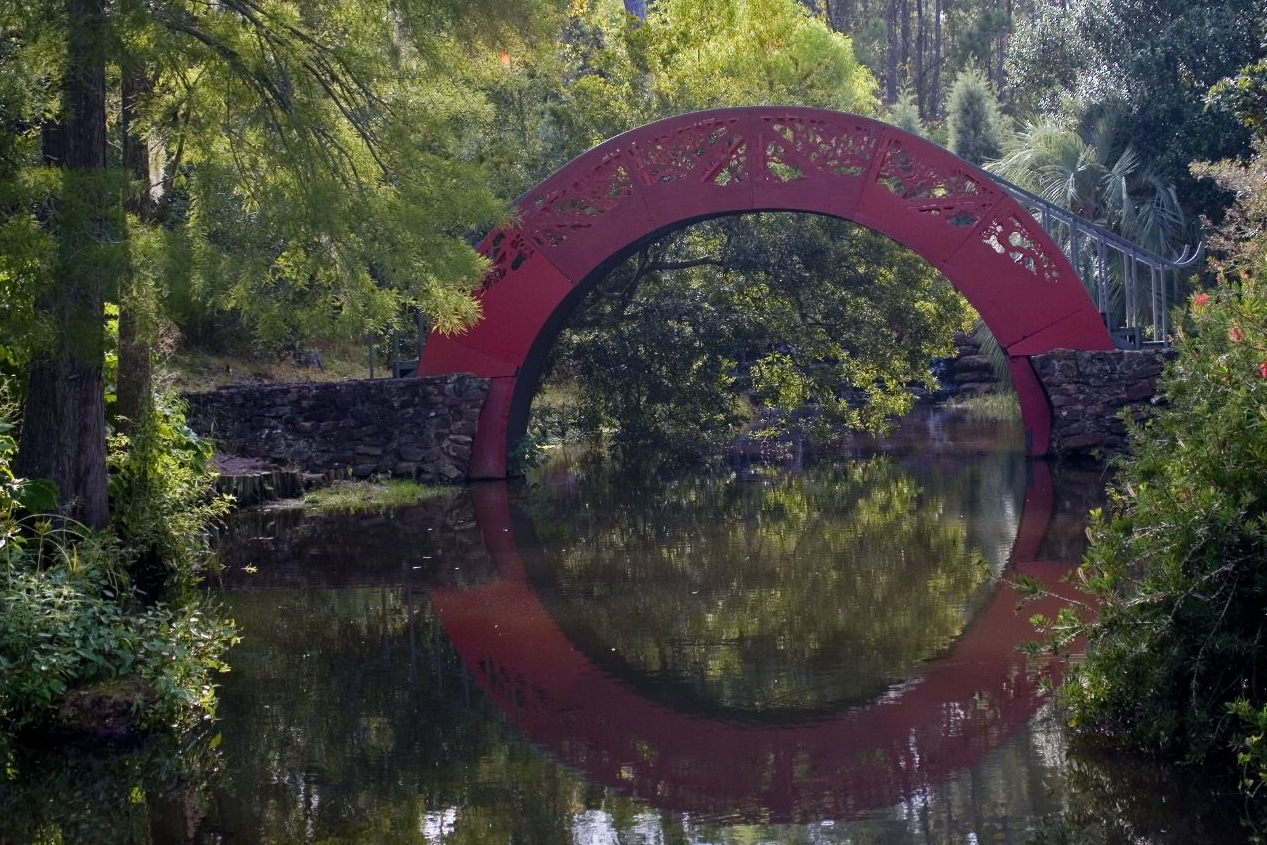
El puente luna de Bellingrath.
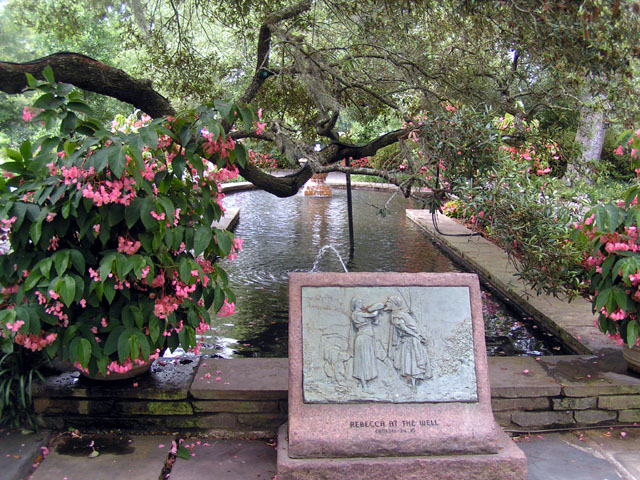
Un espejo de agua.
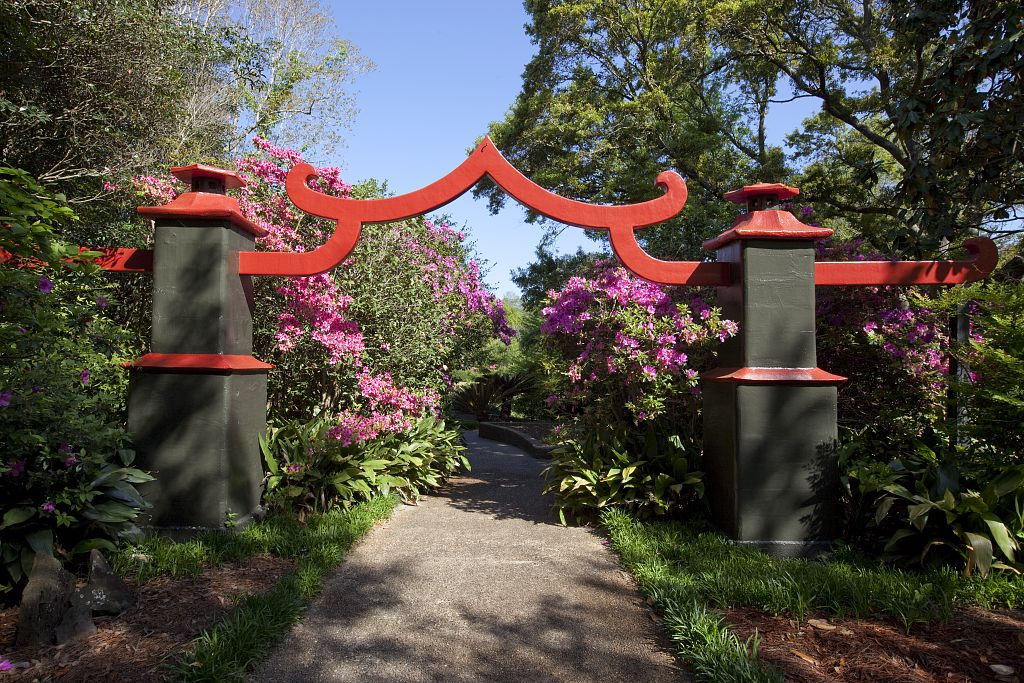
El jardín japonés.